# Jeanne-Marie Aynard
Jeanne-Marie Aynard, parfois surnommée Sam, née à Paris le 19 septembre 1907 et morte à Laxou le 24 janvier 2002, est une assyriologue et philologue française.

## Biographie
Elle naît dans une famille bourgeoise parisienne le 19 septembre 1907,. Son nom complet est Henriette Jeanne-Marie Aynard. Jeanne-Marie réside dans le 15e arrondissement de Paris, 1 boulevard de Montmorency. Elle remporte un concours musical radiophonique en 1927 organisé par L'Écho de Paris.
Elle suit deux licences en parallèle, l'une de droit et l'autre d'histoire, à l'Université de Paris,. En 1935, elle prête serment et rejoint le barreau de Paris. Cela ne lui convient pas et elle se décide à se tourner vers l'assyriologie ; elle suit alors les cours de Georges Contenau, d'André Parrot à l'École du Louvre et ceux de Jean Nougayrol et de René Labat à l'École pratique des hautes études (EPHE),.
À partir de 1947, elle devient collaboratrice technique de Jean Nougayrol au sein du CNRS et collabore avec Agnès Spycket, notamment dans le cadre de la gestion des collections assyriennes du Louvre. Elle quitte quelque temps l'assyriologie pour devenir journaliste pour L’Économie, mais elle revient rapidement à l'assyriologie. Elle est surnommée Sam au sein des milieux scientifiques orientalistes français, sans que l'origine d'un tel surnom soit claire.
En 1957, elle présente son mémoire à l'EPHE, consacré au prisme F d'Assurbanipal,, un objet des collections du Louvre. Elle s'intéresse aussi, en collaboration avec Adolf Leo Oppenheim, à l'interprétation des rêves dans le Proche-Orient ancien. Aynard travaille sur le sujet de la vie après la mort en Mésopotamie.
Elle meurt le 24 janvier 2002 à Laxou, en Meurthe-et-Moselle.

## Postérité
Serge Lebovici utilise ses travaux comme une source de ses réflexions sur la psychanalyse.

## Publications

### Monographies
- Le prisme du Louvre AO 19.939. Bibliothèque de l'École des Hautes École des Hautes Études, IVe section, sciences historiques et philologiques (1957)[9]